# Sonate voor viool en piano nr. 1 (Hurum)
Alf Hurum voltooide zijn Sonate voor viool en piano nr. 1 opus 2 in 1910. Hurum was nog een onbekende componist aan het Noorse firmament. Toch kreeg zijn tweede officiële werk een serie uitvoeringen door twee toenmalige Noorse stermuzikanten. Leif Halvorsen en Karl Nissen gaven in september 1911 een aantal concerten waarbij dit werk op de lessenaar stond. Op 22 september 1911 gaven zij een concert voor de Vrijmetselaarsloge in Oslo, waarbij dit werk werd uitgevoerd. Het was waarschijnlijk de première. Een week later was de Brødrene Hals-zaal aan de beurt.
Die goede start kon het werk (en de componist) niet vasthouden. Het verdween van de podia.
De sonate is klassiek opgebouwd volgens snel-langzaam-snel:
1. Allegro animato
2. Andante espressivo
3. Allegro non troppo

Het eerste deel is geschreven in sonatevorm; het laatste is een rondo. De stijl van het werk is Noors, invloeden van Edward Grieg zijn te horen